# Josiel da Rocha
Josiel da Rocha, meglio noto solo come Josiel (Rodeio Bonito, 7 agosto 1980), è un ex calciatore brasiliano, di ruolo attaccante.
È stato capocannoniere del Campeonato Brasileiro Série A 2007.

## Carriera

### Club
Cresciuto nelle giovanili dell'Internacional de Santa Maria, tra il 2001 e 2006 Josiel ha giocato per vari club brasiliani, tra cui Pelotas, Internacional de Santa Maria, São José de Cachoeira, Juventude e Brasiliense.
Nel 2007, a 27 anni, debuttò in Série A nel Paraná, segnando 20 gol in 38 partite e laureandosi capocannoniere del campionato brasiliano.
Dopo la fine del campionato, si è trasferito all'Al Wahda, negli Emirati Arabi Uniti, all'inizio del 2008. A metà 2008 è però tornato in Brasile, al Flamengo.

## Palmarès

### Club
- Campionato Carioca: 1

Flamengo: 2009
- Taça Rio: 1

Flamengo: 2009
- Campionato Brasiliense: 1

Brasiliense: 2006
- Campionato Goiano: 2

Atlético-GO: 2010, 2011

### Individuale
- Capocannoniere del Campeonato Brasileiro Série A: 1

2007 (20 gol)